# Gebroeders Farrelly

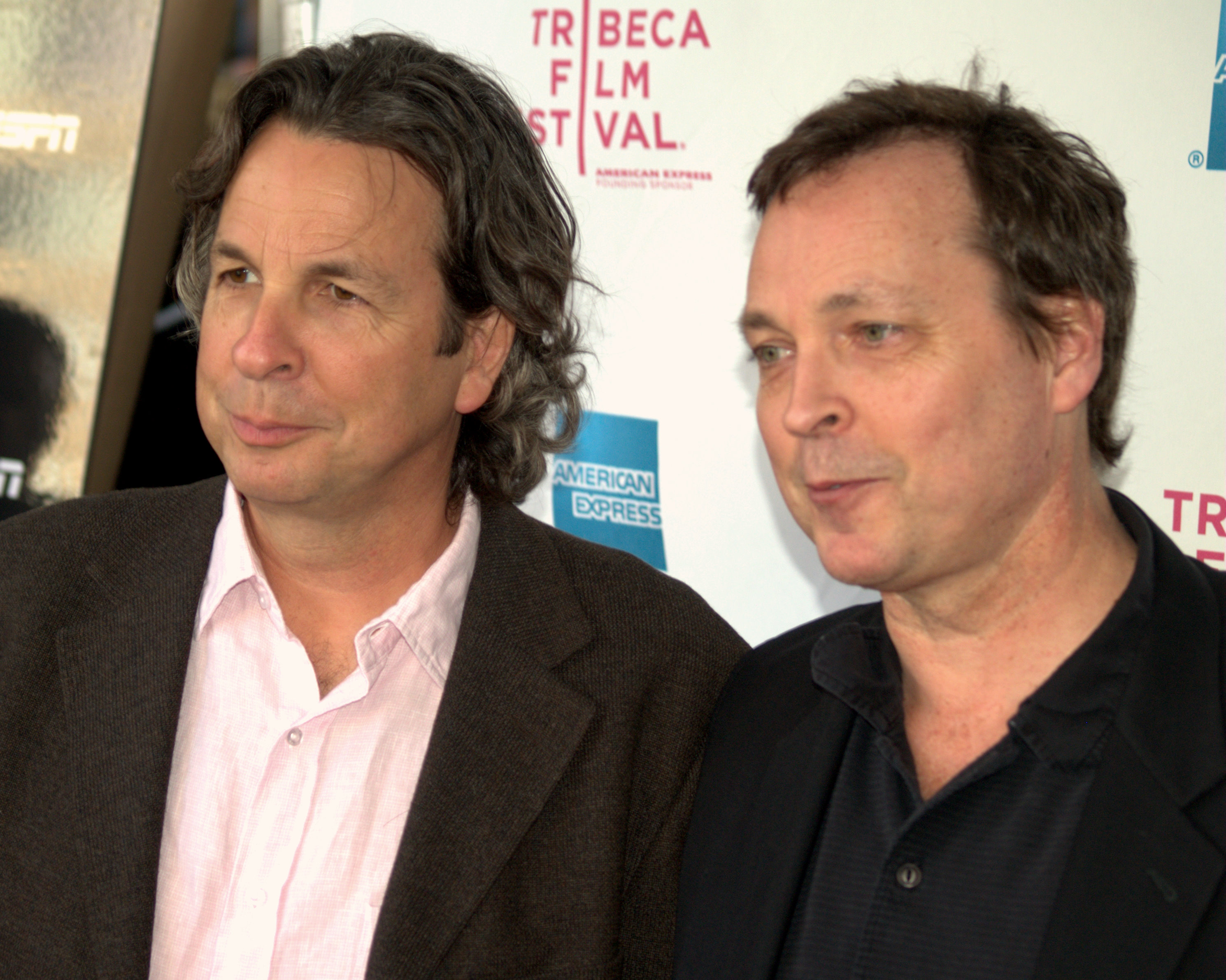
Peter (links) en Bobby Farrelly

Peter John (Phoenixville, 17 december 1956) en Robert Leo (Bobby) Farrelly Jr. (Cumberland (Rhode Island), 17 juni 1958) zijn twee Amerikaanse broers die doorgaans gezamenlijk actief zijn in de filmwereld als regisseur, producent en scenarioschrijver. Ze maken doorgaans komedies die zich kenmerken door het gebruik van visuele humor en het op de hak nemen van allerhande menselijke gebreken en handicaps.

## Films
De broers Farrelly debuteerden in 1994 met Dumb and Dumber, een van de films waarmee Jim Carrey dat jaar definitief doorbrak als filmacteur. Het legde henzelf ook geen windeieren, want de titel vormde voor de broers het begin van een reeks komedies die de critici na verloop van tijd het etiket 'typisch Farrelly' opplakten. Hun There's Something About Mary won in 1998 de People's Choice Award voor favoriete komedie van het jaar en werd genomineerd voor onder meer een Golden Globe voor beste filmkomedie.
De Farrelly's maakten in 2000 opnieuw een film met Carrey, Me, Myself & Irene. Daarnaast maakten ze ook meerdere films met Ben Stiller in de hoofdrol. Negen jaar na There's Something About Mary voerden ze hem op als hoofdpersonage in The Heartbreak Kid.
Peter Farrelly won in 2019 twee Oscars voor de dramafilm Green Book (2018), waaronder die voor beste film.

## Privélevens
Bobby trouwde in 1990 met Nancy Farrelly, met wie hij zoon Jesse en dochter Anna kreeg. Beide zijn in There's Something About Mary te zien als de kinderen van Dom (Chris Elliott). Peter trouwde in 1996 met Melinda Kocsis, met wie hij dochter Apple kreeg.
De broers hebben nog een zus genaamd Cynthia Farrelly Gesner. Zij had korte, naamloze bijrolletjes in hun films Kingpin, Me, Myself & Irene, Shallow Hal en Stuck on You.

## Filmografie

### Als regisseurs
*Exclusief televisiefilms
- Green Book (2018, alleen Peter)
- Dumb and Dumber To (2014)
- Movie 43 (2013, alleen Peter)
- The Three Stooges (2012)
- Hall Pass (2011)
- The Heartbreak Kid (2007)
- Fever Pitch (2005)
- Stuck on You (2003)
- Shallow Hal (2001)
- Osmosis Jones (2001)
- Me, Myself & Irene (2000)
- There's Something About Mary (1998)
- Kingpin (1996)
- Dumb and Dumber (1994)

### Als schrijvers
- Green Book (2018, alleen Peter)
- Dumb and Dumber To (2014)
- The Three Stooges (2012)
- Hall Pass (2011)
- The Heartbreak Kid (2007)
- Stuck on You (2003)
- Dumb and Dumberer: When Harry Met Lloyd (2003, personages)
- Shallow Hal (2001)
- Me, Myself & Irene (2000)
- Outside Providence (1999)
- There's Something About Mary (1998)
- Dumb and Dumber (1994)

### Als producenten
- Green Book (2018, alleen Peter)
- Dumb and Dumber To (2014)
- Movie 43 (2013, alleen Peter)
- The Three Stooges (2012)
- Hall Pass (2011)
- The Lost Son of Havana (2009)
- The Ringer (2005)
- Stuck on You (2003)
- Shallow Hal (2001)
- Osmosis Jones (2001)
- Say It Isn't So (2001)
- Me, Myself & Irene (2000)
- Outside Providence (1999)
- There's Something About Mary (1998)
- Dumb and Dumber (1994, alleen Bobby)